# Hanák János
Hanák János (Kiskér, Abaúj vármegye, 1812. június 25. – Kricsova, 1849. szeptember 2.) piarista áldozópap és tanár, zoológus, a Magyar Tudományos Akadémia levelező tagja.

## Élete
Hanák János csizmadia-mester és Lengyel Erzsébet fia. Szülei 1820-ban Boldogkőújfaluba költözvén, az ottani falusi iskolában tanult és atyja szenvedélyes szőlőmívelő s gyümölcstenyésztő lévén, őt is korán a környéken található szőlő s gyümölcsfák megismerésére szoktatta. Társaival örömest járt az erdőre madarászni s gombázni; ily módon, mintegy játszva ismerni tanulta a madarakat s megkülönböztetni a gombákat. Atyja által Tállyára vitetvén, ott magánoktatás mellett a két első nyelvészeti osztályt elvégezte s 1828-ban Sátoraljaújhelyen vizsgát tett. A hátralévő osztályok tanulására Kisszebenbe küldték. 
1832. szeptember 25-én lépett a kegyesrendiek közé s miután az első újonc évet Privigyén kiállotta, Breznóbányára ment a nyelvészeti osztályok tanítására. Itt ismerkedett meg Linné növényrendszerével; itt látta először Waldstein és Kitaibel jeles munkáját; de hivatala mellett a német és tót nyelv tanulásával annyira el volt foglalva, hogy a természetrajzra igen kevés időt fordíthatott. Ismeretei növekedtek, midőn 1835-36-ban Vácon a bölcseleti tanulmányokat hallgatta; 1837-ben Nyitrán teológus volt, ahol Láng Adolf Ferenc helybeli gyógyszerész és jeles természettudós útmutatása szerint rendszeresen kezdte a búvárkodást és két év alatt az állat- és növényországból jókora gyűjteményt szerzett. Ő volt alapítója Sümeghi Pállal a zobori magyar egyesületnek, mely a későbbi Dugonics Társaságnak kezdete lett.[forrás?]
A hittani tanulmányok utolsó évét Szentgyörgyön (Pozsony megye) töltötte. 1840. július 26-án miséspappá szentelték föl és a máramarosszigeti gimnáziumba rendelték tanárnak, ahol tágasabb tér nyílt vizsgálódásának, melyet ő a szükséges eszközökkel és könyvekkel ellátva, folytatott. 1841 végén a királyi magyar természettudományi társulat rendes tagjának választották s több természetbúvárral jött ismeretségbe, ami szaktudományára nagy hatással volt. 1844 végén Máramarosszigetről Vácra költözött és azonnal a természetrajz kidolgozásához fogott; de látván elöljárói, hogy ily nagy vállalatot csak a fővárosban létesíthetni, már 1845-ben Pestre helyezték át, rá bízván a grammatikai osztályok tanítását. 1848-ban a közoktatási minisztérium az egyetemi könyvtárhoz segédőrnek nevezte ki. Midőn a kegyes tanítórend alkotmányának átalakításán működött, betegsége akadályozta őt az átalakító gyűlésben részt vehetni. 
Alig lábadt föl betegségéből, midőn a pusztító horvát ellenséget hazánk fővárosához közeledni hallotta, azonnal fegyvert fogott és a pesti önkéntes csapattal mint közvitéz Ausztria határáig nyomult. Visszatérvén a táborból, november 2-án a budai főgimnáziumban a természettudományok tanszékére helyezték át és megtartotta segédőri címét és fizetését. Megbukván e szakrendszer, Hanák Pestre tette át lakását és folytatta könyvtárnoki tisztét. Amint az osztrák seregek 1849 januárjában a fővárosba beköltöztek, a bosszú egész dühével rontottak a budapesti tanárokra: irományaikat megmotozták, kettejüket fogságra hurcolták. Hanákot megfosztották hivatalától, az ifjúság oktatásától egészen eltiltották és hogy a reformokra többé alkalma ne legyen, a fővárosból száműzték. 
Egy ideig mint orvos dr. Bácsi név alatt, a fővárosban tartózkodott, később a Rákos partjára Pólya Józsefhez költözött. Amint vitéz seregeink a fővárosba vonultak, az ellenség határozata azonnal megsemmisítésre került és Hanákot az egyetem könyvtárába visszahelyezték. Az orosz intervenció után, július 4-én a magyar sereggel kénytelen volt Pestet elhagyni; egy ideig Perczel Mór táborában élelmezési tisztként alkalmazták, hadnagyi ranggal; majd a végküzdelem idején, sok bujdosás után Lugosra, onnan Hanga János névvel Kricsova oláh faluban Orbók Ernő közbirtokos házához menekült, kinek két fia mellett augusztus elején nevelői tisztet vállalt. Itt halt meg 1849. szeptember 2-án kolerában. Jószívű, nyájas és vidám ember volt, szerette a népdalokat, melyeket szépen dalolt. A Magyar Tudományos Akadémia 1846. december 18-án választotta levelező tagjai sorába. (Lugossy József 1850. augusztus 19-én tartott fölötte emlékbeszédet). 1847-ben a stettini rovartani egylet, 1848. március 15-én a regensburgi füvésztársaság tisztelte meg oklevelével.
Néhány hírlapi cikke jelent csak meg, így a Hasznos Mulatságokban (1839. 35-37. sz. b. Praun Zsigmond rövid életrajza németből ford.), az Athenaeumban (1843. Peregriny Elek, Természettörténetének bírálata), a Társalkodóban (1846. A m. orvosok és természetvizsgálók Kassa-Eperjesen tartott VII. nagy-gyűlésének leírása, 1848. 6. sz. Az állattani műszók és állatnevek magyarításáról, ugyanez a Természetbarátban is 9. sz.), a m. tud. akadémia Értesítőjében (1847. Gyászbeszéd Csécsi János felett, székfoglaló, 1848. Az állattani műnyelv ügyében). H. 1848-ban az elsők között volt, kik az egyházi reformot sürgették, e tárgyra vonatkozó czikkei előbb a lapokban, utóbb összegyűjtve is megjelentek; a Közlönyben (1848. 187. sz.) a szaktanítás mellett emelt szót).
Arcképe: kőnyomat, rajzolta Barabás 1849-ben, nyomt. Walzel A. F. Pesten névaláírásával (az 5. sz. munka mellett).

## Munkái
- A természetrajz elemei. Az ifjúság számára. Pest, 1845 (2. jav. és bőv. kiadás 1846. 114 fametszettel. Ism. Budapesti Hiradó 182., 184. sz., 3. jav. és bőv. k. 1851., 4. k. 1852., 5. jav. és bőv. k. 1854., 6. jav. és bőv. k. 1858., 7. jav. és bőv. kiadás 1861., 9. kiadás 1868., 10. kiadás 1870., 11. kiadás 1872. Pest)
- Természetrajz vagyis: az állat, növény- és ásványországnak természethű rajzokkal ellátott rendszeres leírása magán, és nyilvános oktatásra. Pest, 1846-48 (Külön címe: Természetrajz... Első kötet (7 füzet) Emlősök és madarak. Újabb címkiadása: Az emlősök és madarak képes természetrajza, vagyis azoknak természethű képekkel ellátott rendszeres leírása. Pest, 1853)
- Rövid természetisme, vagyis bevezetés a természettudományokba. Pest, 1848
- Szózat az egyházi reform ügyében, írta Szerencspataki János. Pest, 1848
- Az állattan története és irodalma Magyarországban. Kiadta Pólya József. Pest, 1849. arck.
- Az emlősök és madarak képes természetrajza, vagyis azoknak természethű képekkel ellátott rendszeres leírása. Magán és nyilvános oktatásra; Hartleben, Pest, 1853

### Kéziratban
- Rövid természetisme, vagyis bevezetés a természettudományokba, Máramaros vármegye természetrajzi tekintetben, Állat-, növény- és ásványgyűjteményének rendszeres névsora, Magyar állatnevek és állattani műszók gyűjteménye.